# لوئیجی لاواتسا

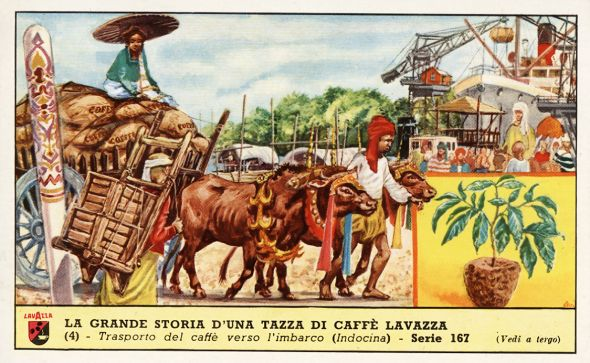
تبلیغات لاواتسا، واردات قهوه از هندوچین، حوالی سال ۱۹۰۰ میلادی

لوئیجی لاواتسا (ایتالیایی: Luigi Lavazza؛ ‏ تلفظ ایتالیایی: [luˈi:dʒi laˈvattsa]؛ ‏ ۲۴ آوریل ۱۸۵۹ – ۱۶ اوت ۱۹۴۹) کارآفرین و تاجر اهل ایتالیا بود که در سال ۱۸۹۵ میلادی، شرکت لاواتسا را در تورین پایه‌گذاری نمود.
او کارش را با یک خرید یک دکه بقالی در تورین (شمال ایتالیا) و خرده‌فروشی آغاز کرد. قیمت این مغازه ۲۶٬۰۰۰ لیر ایتالیا (۲۰ دلار آمریکا) بود. سپس به تهیه قهوه علاقه‌مند شد و با توجه به دانش و مهارت خاصی که در زمینه میزان ترکیب دانه‌های مختلف قهوه و نحوهٔ برشته‌کردن آنها داشت، در این کار موفق شد. از سال ۱۹۱۰ میلادی، او به عمده‌فروشی پرداخت و کسب و کارش را به کمک سه پسرش در خلال جنگ جهانی اول گسترش داد. دکهٔ بقالی او سپس از سال ۱۹۲۷ میلادی به یک فروشگاه مدرن مبدل شد و پس از فراز و نشیب‌هایی که به‌سبب تحریم اقتصادی جامعه ملل و وقوع جنگ جهانی دوم رخ داد، به یک شرکت تخصصی تهیه قهوه مبدل گردید. کمی بعد، نخستین لوگوی شرکت لاواتسا تهیه شد و تولید قهوهٔ این شرکت به ۱٬۰۰۰ تُن در سال رسید. لوئیجی در سال ۱۹۳۶ بازنشسته شد و در سال ۱۹۴۹ میلادی درگذشت. پس از او، خانواده‌اش طی نسل‌های متمادی خود را وقف تولید قهوه نموده‌اند و امروزه خود را پرچم‌دار بازار اسپرسو در کشور ایتالیا می‌دانند و در ۶۰ کشور، حضور فعال دارند.